# 菲爾·斯科特
菲爾·斯科特（英語：Phil Scott，1958年8月4日—）是美國的一位政治家，現為第82任佛蒙特州州長，曾任佛蒙特州副州長。2016年，他代表共和黨參選佛蒙特州州長並成功當選。在從政之前他曾是一位商人和賽車運動員。

## 外部連結
- Campaign website （页面存档备份，存于）
- Profile （页面存档备份，存于）, vermont-elections.org; accessed September 13, 2015.
- Thunder Road International Speedbowl （页面存档备份，存于）
- American-Canadian Tour (ACT) （页面存档备份，存于）